# Замок Тенчин
За́мок Те́нчин (пол. Zamek Tenczyn (Tęczyn)) — руїни середньовічного замку, розташовані у селі Рудно ґміни Кшешовіце Краківського повіту Малопольського воєводства.

## Історія
Перша згадка щодо місцевості, в якій знаходиться замок датується 1308 роком. Тоді майбутній польський король Владислав Локетек, перебуваючи, разом з відділом лицарів, у місцевих лісах, видав документ для кляштору ордену цистерціанців в Сулеюві. Вважається, що перший замок (ще дерев'яний) тут збудував краківський каштелян Навуй з Моравіци у 1319 році. Він спорудив також найбільшу вежу замку, яку донині називають "Навойовою вежею". 
Мурований замок, на найвищій, північно-східній частині пагорба спорудив син Навоя — краківський та сандомирський воєвода Єнджей, який мешкав та помер у замку у 1368 році. Він також першим взяв прізвище Тенчинський. Його син — Яшко, значно розбудував замок та спорудив тут каплицю. Саме з того часу походить перша згадка в історичних документах безпосередньо щодо замку. Польський король Владислав Ягайло ув'язнив у замку деяких важливих полонених тевтонців, захоплених під час битви під Грюнвальдом.
Доволі швидко родина Тенчинських набула вагомого значення: вони володіли 45 місцевостями. У 1461 році в замку, майже впродовж цілого року, мешкав Ян Длугош. В середині XVI століття в замку часто бували Миколай Рей з Нагловиць, Ян Кохановський, Пйотр Кохановський та інші вагомі постаті польського Відродження. 
До середини XVI століття вигляд замку не зазнавав значних змін. На той час при ньому знаходилися фільварок, лазня, пивоварня з солодівнею та будинок прачок. У 1570 році войницький каштелян, великий коронний підкоморій Ян Тенчинський перебудував замок. Розбудова тривала до початку XVII століття. На той час він мав три, відкритих на захід, крила, які було оздоблено ренесансними аттиками, карнизами та клуатрами. Замок, разом з передзамчем, оточував куртиновий мур, з півночі укріплений в'їзною бастеєю (барбаканом), а з півдня — двома п'ятикутними бастеями. Нижче замку були сади (з півночі) та виноградники (із заходу та півдня). На початку XVII Агнєшка з Тенчинських Фірлейова здійснила ґрунтовну перебудову замкової каплиці. У 1637 році помер останній представник родини Тенчинських чоловічої статі — краківський воєвода Ян Магнус Тенчинський. Його єдина дочка — Ізабела, вийшла заміж за польського шляхтича Лукаша Опалінського. У 1655 році великий коронний маршал Єжи Любомирський, відступаючи перед шведами, розпустив хибні чутки, що в замку заховано коронну скарбницю (насправді вона була у Старій Любовні). Шведські війська під командуванням Курта Крістофа фон Кьонігсмарка облягли замок у тому ж році. Після того, як замкова залога капітулювала, шведи, не знайшовши скарбниці, спалили замок.
На початку XVIII тенчинські маєтності перейшли по матері у володіння польського магната, представника спольщеного українського шляхетського роду Адама Сенявського. Таким самим чином замком заволодів руський воєвода, князь українського походження Август Чарторийський, після якого замок успадкувала його дочка Ізабела Любомирська. Після Шведського потопу замок було у більшості відбудовано. У 1748 році у замок вдарила блискавка, внаслідок чого спалахнула пожежа, яка частково знищила замок. Після того замок почав занепадати.
З 1816 року і аж до початку Другої світової війни у 1939 році замком володіла родина Потоцьких гербу Пилява. У 1944 році замок було націоналізовано Польською державою.

## Сучасність
На початку XXI століття, внаслідок довготривалих суперечок про власність, замок дедалі більше руйнувався. У 2009 році, зважаючи на поганий технічний стан, замок було закрито для відвідування туристами. 
У 2010 році було розпочато роботи з укріплення руїн замку, а вже у липні 2016 року руїни замку були знову відкриті для відвідувачів.

## Опис

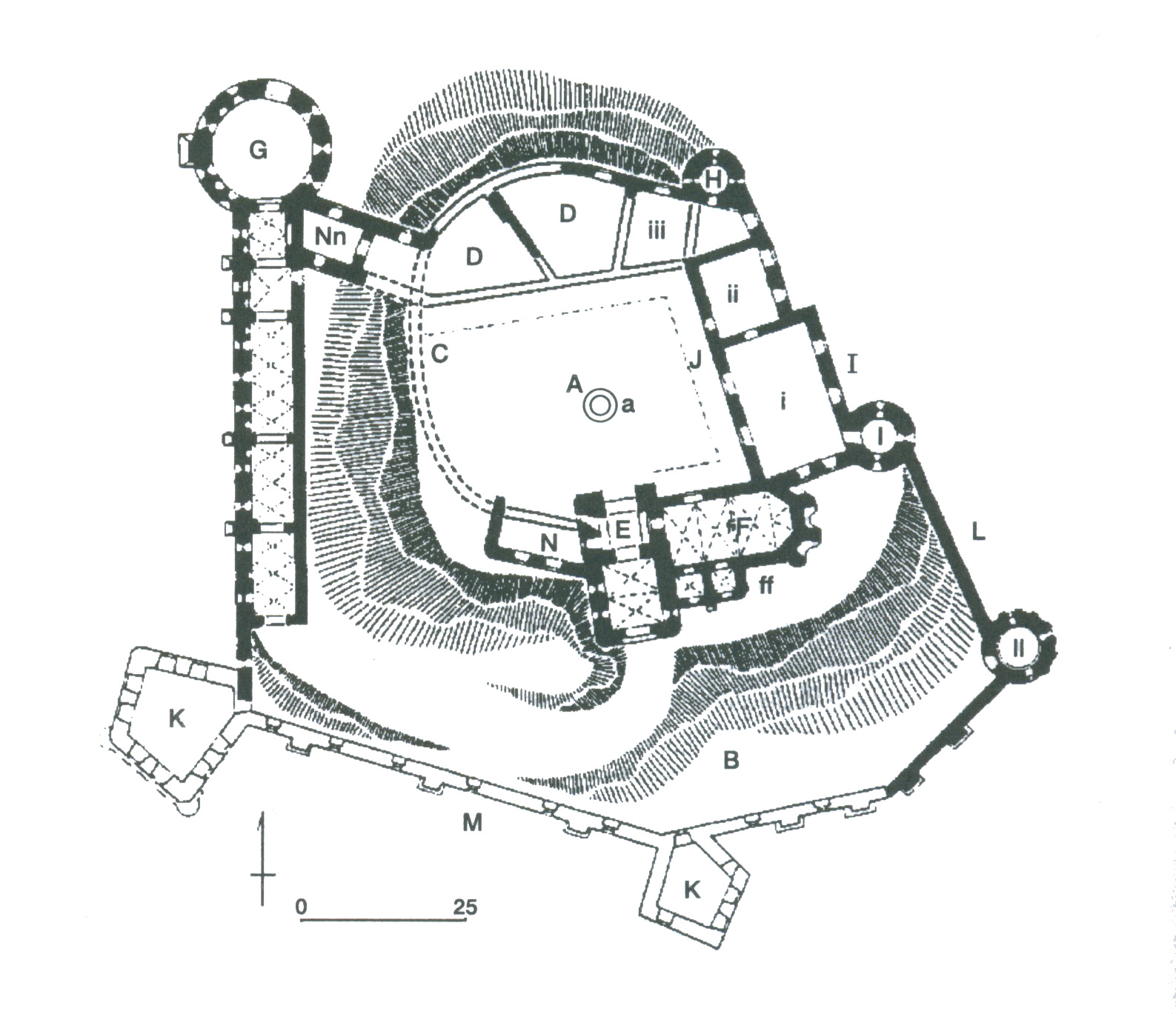
План замку

Могутні руїни замку Тенчин розташовані на вершині гори, яка колись була вулканом, на висоті 403 метрів. Це був один з найбільших замків Малопольського воєводства; тут проживали представники одного з найзаможніших та найвпливовіших родів у Польщі — Тенчинські. 300 років тому замок називали другим Вавелем.
Цікаво оформлений в'їзд у замок — у вигляді барбакану довжиною 60 м, з отворами для ведення стрільби в зовнішній стіні. Це єдиний приклад такого в'їзду у Польщі. На лівій стороні сіней можна побачити залишки первісної в'їзної вежі. Далі можна побачити 3 середньовічних вежі, залишки житлових будинків і каплиці.
Найстаріша вежа з північної сторони називається «Доротка» (пол. Dorotką) (XIV століття), зі східного боку «Ізабелла» (пол. Izabelę), з південно-східної сторони знаходиться вежа, що використовувалась як в'язниця. Збереглися руїни двох бастіонів- «Грюнвальдського» і «Тенчинського». Це були кілька-поверхові споруди, увінчані аттиками, в стінах були отвори для ведення стрільби.

## Цікаві факти
- Після Грюнвальдської битви найважливіших полонених лицарів утримували саме у Тенчинському замку у вежі, яка згодом отримала назву «Грюнвальдська», що свідчить про важливість та міцність замку.[2]

## Світлини

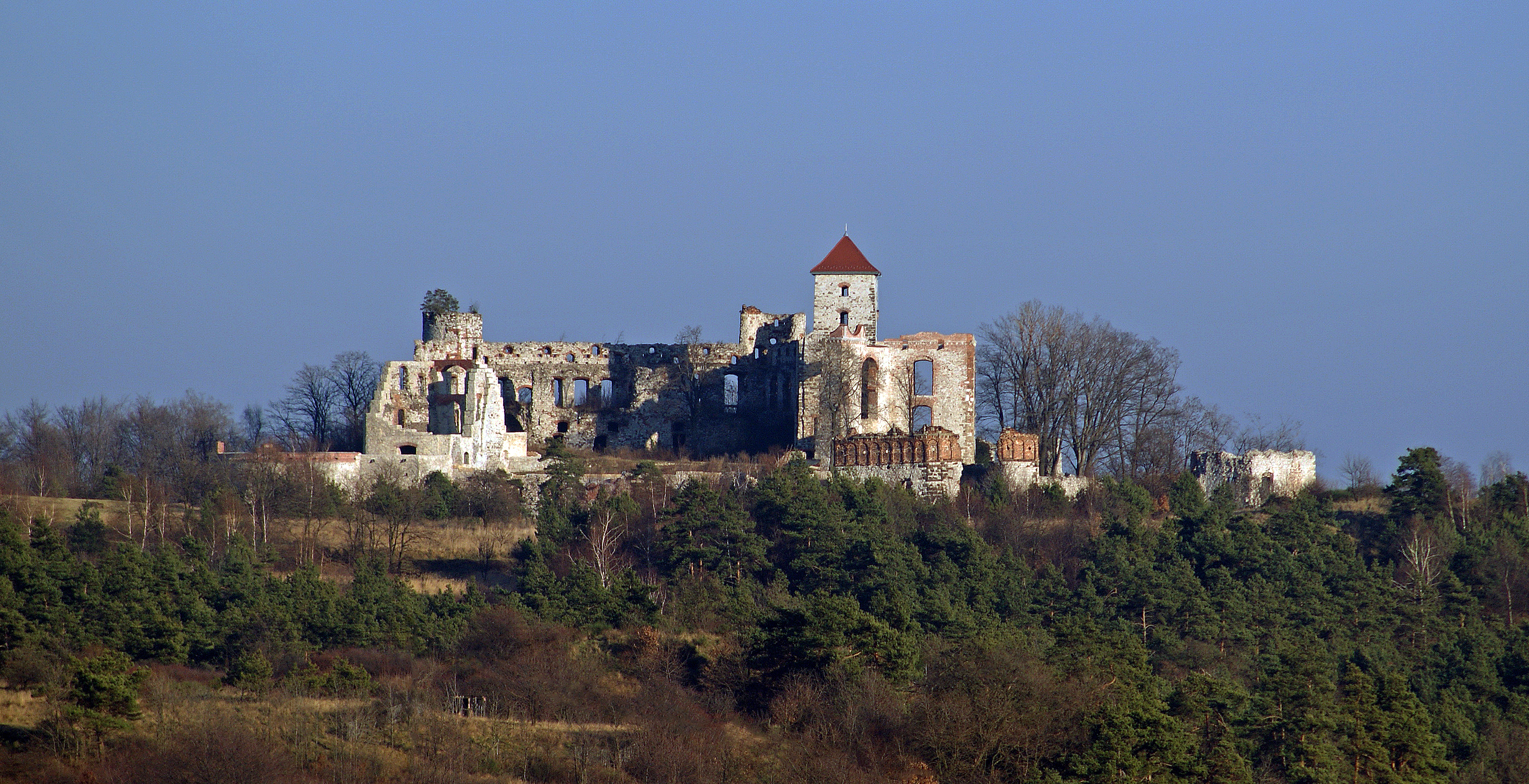
Вигляд з південного заходу
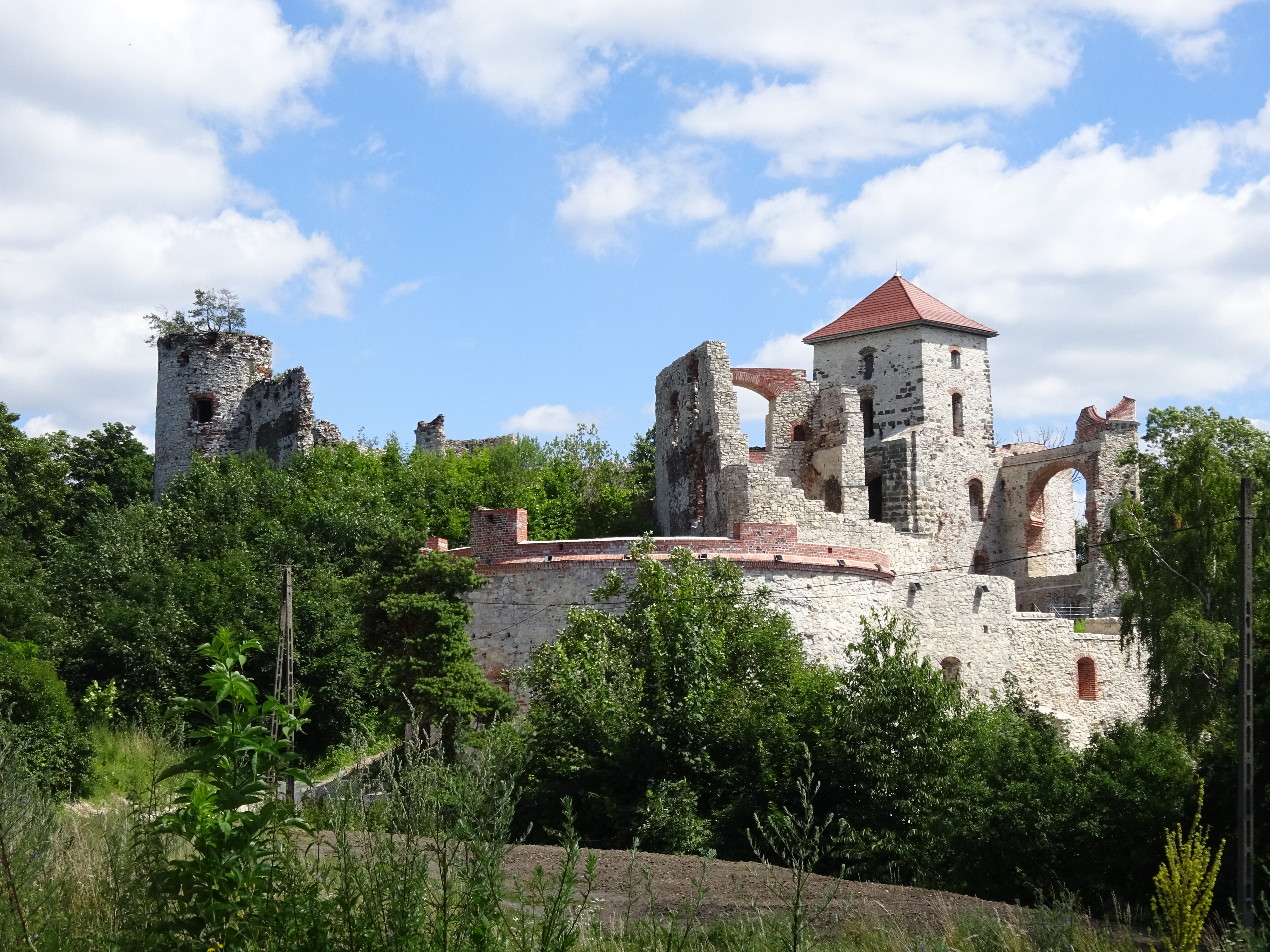
Вигляд із заходу
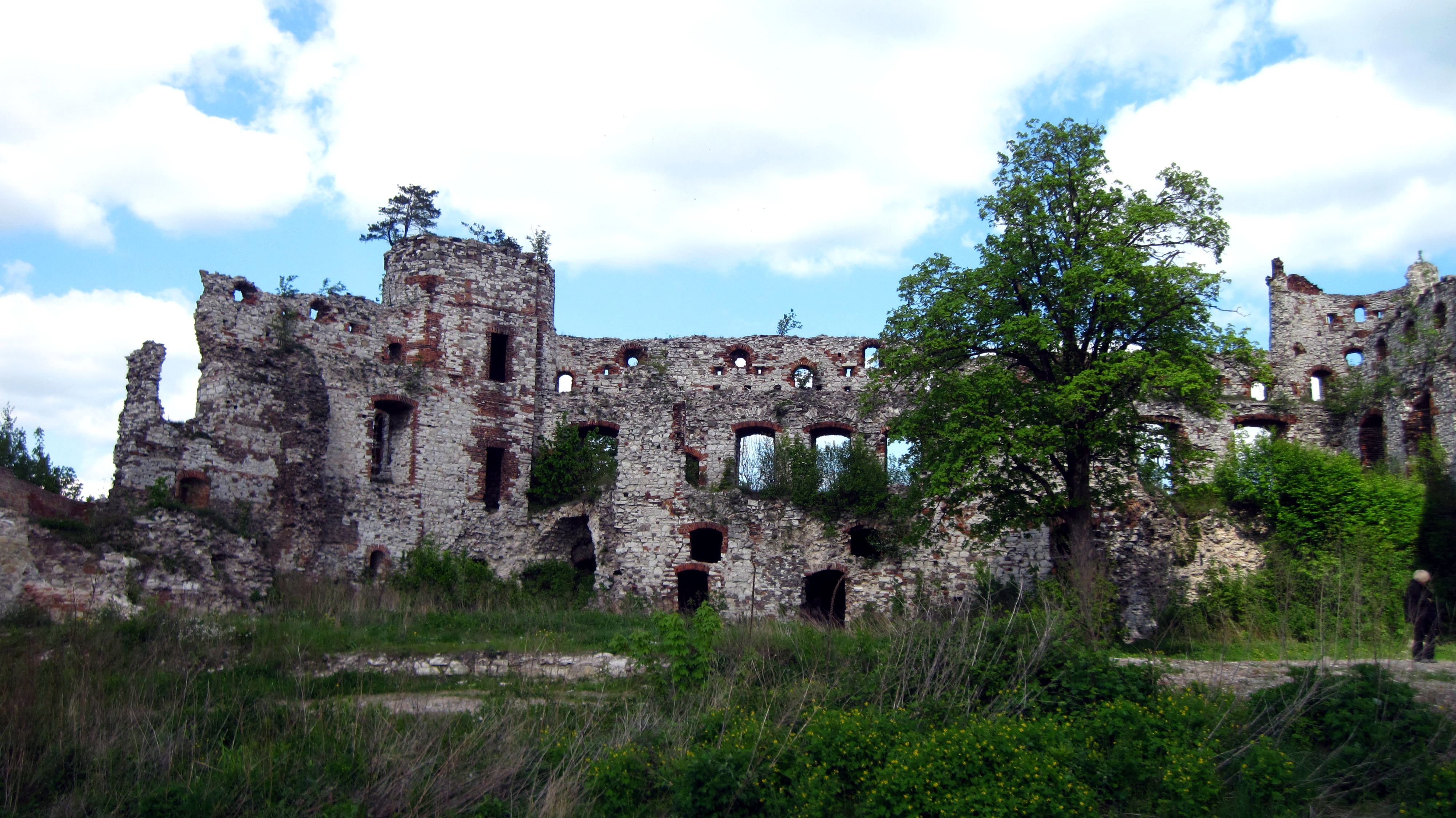
Замкове подвір'я
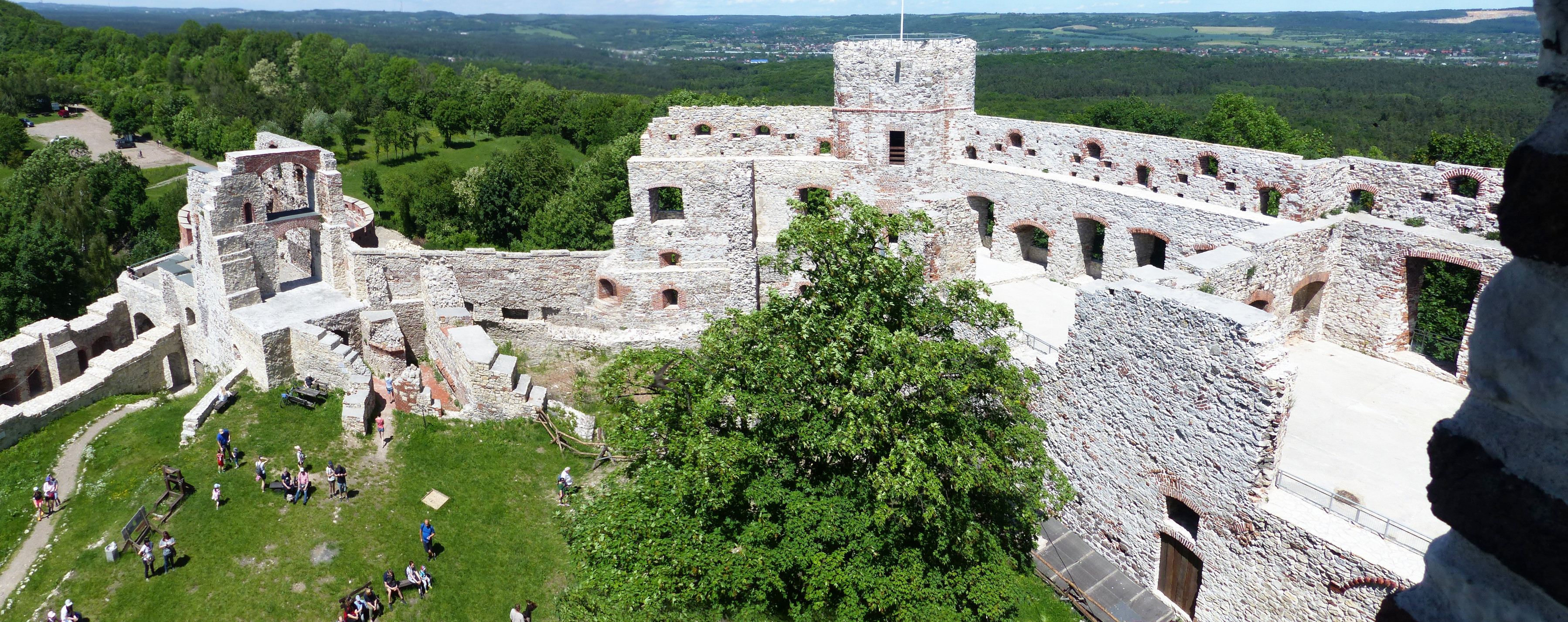
Вигляд з вежі на замкове подвір'я
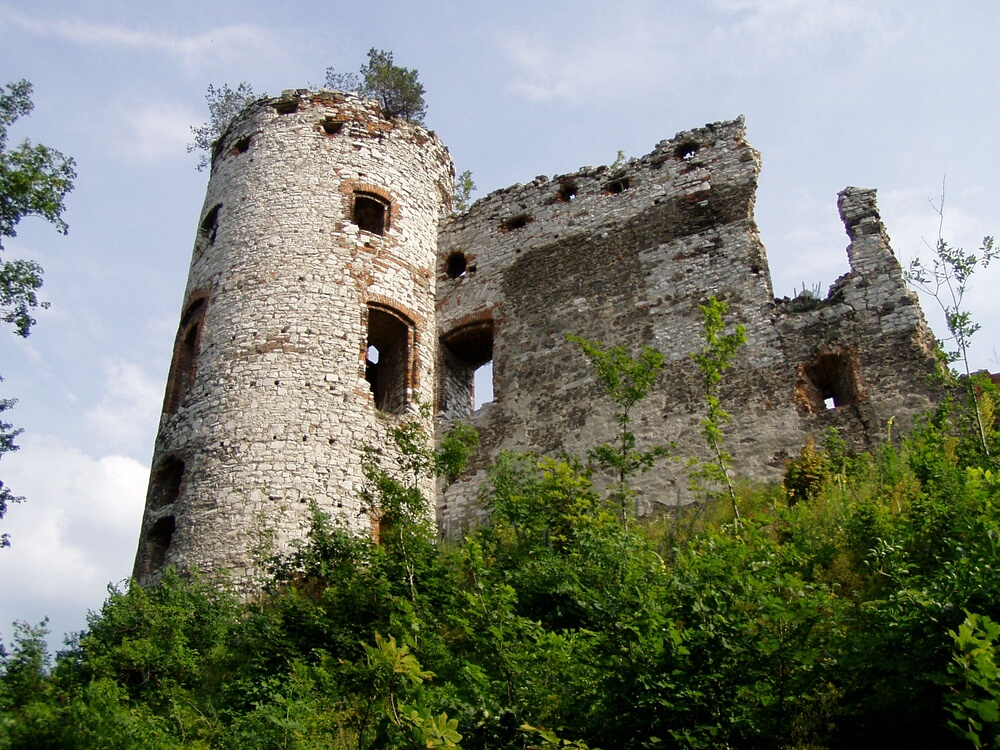
Вежа «Доротка»
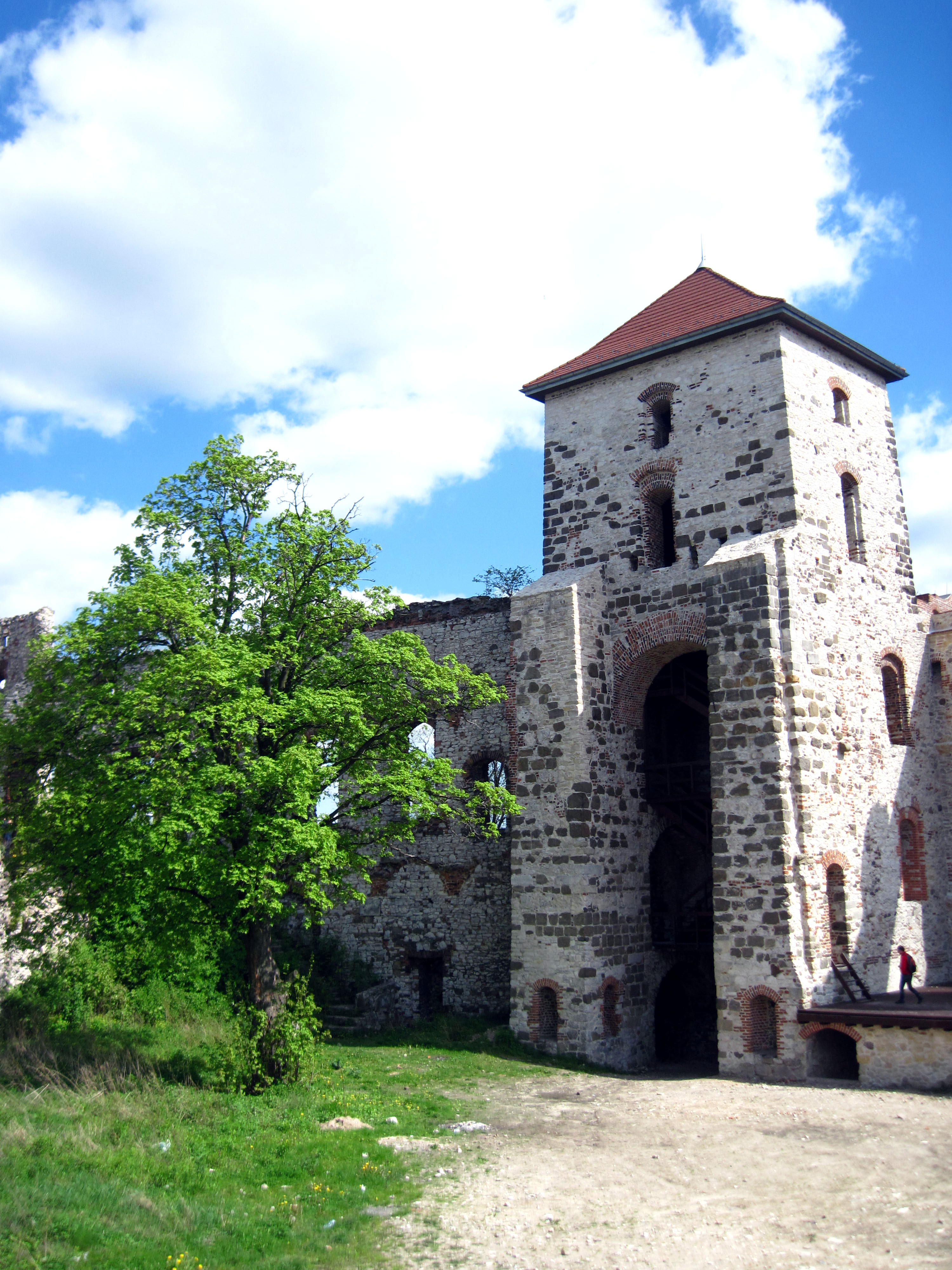
Навойова вежа
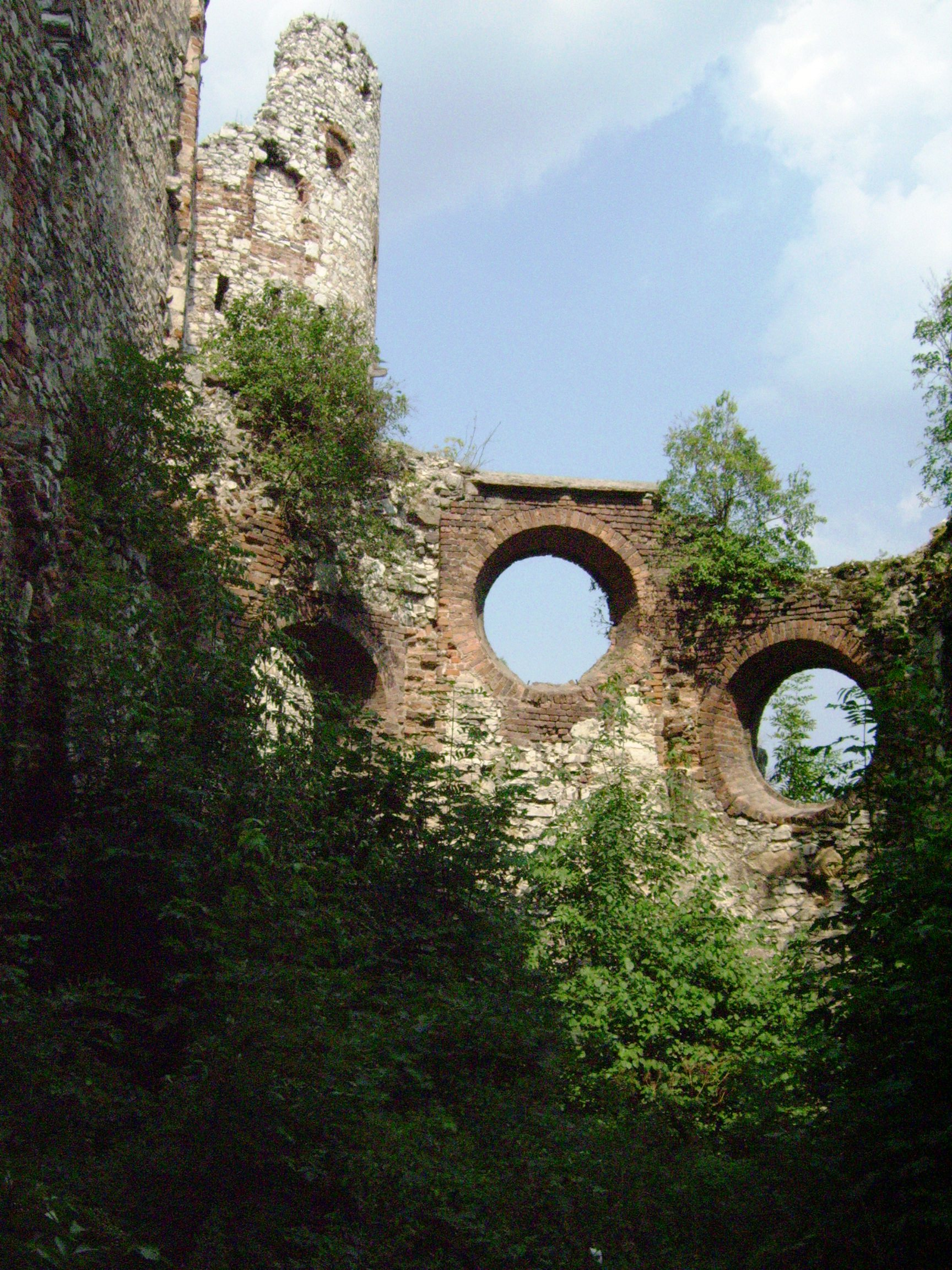
Замкова каплиця